# Evelyn Cornejo
Evelyn Cornejo (Caliboro, Chile, 12 de febrero de 1981) es una cantautora chilena. Su estilo se enmarca dentro de la música popular chilena con influencias de pop, rock y folclore, también incorpora ritmos latinoamericanos como el bolero, el bossa nova y la cumbia. Sus letras están marcadas por un contenido político y social. 

## Biografía
Sus primeras etapas como cantante las desarrolló en la región del Maule, en festivales de música locales como el Festival de la Tonada, en el Teatro Regional del Maule, también se presentaba en buses interprovinciales interpretando a Violeta Parra. En una de estas competencias locales de la región del Maule, conoció al rapero Subverso, quien le invitó a grabar parte de su disco, la cual permitió ser reconocida por su cooperación.
Además de haber participado en presentaciones en Chile, también tuvo cuatro giras internacionales entre los años 2013 y 2019: Buenos Aires, México y Europa.
Sus éxitos más conocidos son "Los Ratones", "La chusma inconsciente", "La borrachita"

## Premios y reconocimientos
- Mejor cantautora en los Premios Pulsar 2018.[6]
- Ganadora del concurso Sello Azul

## Discografía
- Música de raíz folclórica, 2009[7]
- Evelyn Cornejo, 2011
- La chusma inconsciente, 2017
- Sopita de pan, 2022